# Švédsko na letních olympijských hrách
Švédsko na letních olympijských hrách startuje od roku 1896. Toto je přehled účastí, medailového zisku a vlajkonošů na dané sportovní události.

## Účast na Letních olympijských hrách
| Dějiště LOH            | LOH      | Vlajkonoš                                                    | Zlatá medaile | Stříbrná medaile | Bronzová medaile | Celkem |
| ---------------------- | -------- | ------------------------------------------------------------ | ------------- | ---------------- | ---------------- | ------ |
| 1896 Athény            | LOH 1896 | nebyl                                                        | 0             | 0                | 0                | 0      |
| 1900 Paříž             | LOH 1900 | nebyl                                                        | 0             | 0                | 1                | 1      |
| 1904 St. Louis         | 1904     |                                                              |               |                  |                  | Ne     |
| 1908 Londýn            | LOH 1908 | Erik Granfelt                                                | 8             | 6                | 11               | 25     |
| 1912 Stockholm         | LOH 1912 | Robert Olsson                                                | 24            | 24               | 17               | 65     |
| 1920 Antverpy          | LOH 1920 | Hans Granfelt                                                | 19            | 20               | 24               | 63     |
| 1924 Paříž             | LOH 1924 | Einar Räberg                                                 | 4             | 13               | 12               | 29     |
| 1928 Amsterdam         | LOH 1928 | Bo Lindman                                                   | 7             | 6                | 12               | 25     |
| 1932 Los Angeles       | LOH 1932 | Bo Lindman                                                   | 10            | 5                | 9                | 24     |
| 1936 Německo           | LOH 1936 | Bo Lindman                                                   | 6             | 5                | 10               | 21     |
| 1948 Londýn            | LOH 1948 | Za Carleson                                                  | 17            | 11               | 18               | 46     |
| 1952 Helsinky          | LOH 1952 | Bo Eriksson                                                  | 12            | 13               | 10               | 35     |
| 1956 Melbourne         | LOH 1956 | Za Carleson                                                  | 5             | 5                | 6                | 16     |
| 1960 Řím               | LOH 1960 | William Grut                                                 | 1             | 2                | 3                | 6      |
| 1964 Tokio             | LOH 1964 | William Hamilton                                             | 2             | 2                | 4                | 8      |
| 1968 Ciudad de México  | LOH 1968 | Rolf Peterson                                                | 2             | 1                | 1                | 4      |
| 1972 Mnichov           | LOH 1972 | Jan Jönsson                                                  | 4             | 6                | 6                | 16     |
| 1976 Montréal          | LOH 1976 | Jan Karlsson                                                 | 4             | 1                | 0                | 5      |
| 1980 Moskva            | LOH 1980 | nebyl                                                        | 3             | 3                | 6                | 12     |
| 1984 Los Angeles       | LOH 1984 | Hans Svensson                                                | 2             | 11               | 6                | 19     |
| 1988 Soul              | LOH 1988 | Agneta Anderssonová                                          | 0             | 4                | 7                | 11     |
| 1992 Barcelona         | LOH 1992 | Stefan Edberg                                                | 1             | 7                | 4                | 12     |
| 1996 Atlanta           | LOH 1996 | Jan-Ove Waldner                                              | 2             | 4                | 2                | 8      |
| 2000 Sydney            | LOH 2000 | Anna Olsson                                                  | 4             | 5                | 3                | 12     |
| 2004 Athény            | LOH 2004 | Lars Frölander                                               | 4             | 2                | 1                | 7      |
| 2008 Peking            | LOH 2008 | Christian Olsson                                             | 0             | 4                | 1                | 5      |
| 2012 Londýn            | LOH 2012 | Rolf-Göran Bengtsson                                         | 1             | 4                | 3                | 8      |
| 2016 Rio de Janeiro    | LOH 2016 | Therese Alshammarová (zahájení) Emma Johanssonová (ukončení) | 2             | 6                | 3                | 11     |
| 2020 Tokio             | LOH 2020 | Sara Algotssonová Ostholtová Max Salminen                    | 3             | 6                | 0                | 9      |
| 2024 Paříž             | LOH 2024 | Peder Fredricson Josefin Olssonová                           | 4             | 4                | 3                | 11     |
| Celkem                 | 29       |                                                              | 151           | 181              | 182              | 514    |
| Zdroj na Olympedia.org |          |                                                              |               |                  |                  |        |